# Yves Coolen
Yves Coolen (Turnhout, província d'Anvers, 25 de setembre de 1995) és un ciclista belga.

## Palmarès
- 2017
  - 1r al Memorial Philippe Van Coningsloo